# ویلیام لو پوگام
ویلیام لو پوگام (انگلیسی: William Le Pogam؛ زادهٔ ۳ مارس ۱۹۹۳) بازیکن فوتبال است.
از باشگاه‌هایی که در آن بازی کرده‌است می‌توان به اشاره کرد.
وی همچنین در تیم‌های ملی فوتبال زیر ۱۷ سال فرانسه، زیر ۱۸ سال فرانسه، زیر ۱۹ سال فرانسه، و زیر ۲۰ سال فرانسه بازی کرده‌است.